# ديفيد جاي ماكلاود
ديفيد جاي ماكلاود (بالإنجليزية: David J. McCloud)‏ هو ضابط أمريكي، ولد في 15 فبراير 1945 في كاليفورنيا في الولايات المتحدة، وتوفي في 26 يوليو 1998 في أنكوريج في الولايات المتحدة.